# Jolly Jelly Fish
Jolly Jelly Fish（ジョリー・ジェリー・フィッシュ）は、東京・神奈川を拠点に活動を開始したアコースティック、ポップロックの4人組バンド。2010年5月解散。(解散時は3人組）

## 概要
2001年結成。主に関東圏のライブハウスを中心にLIVEを行う。
活動の原点は都内の大井町駅、自由が丘駅でのストリートライブ、ライブハウスでの会場ライブと併せてストリートライブを敢行していた。
歌詞を聴かせるバラード、観客と一体となり楽しむアッパー曲、エンターテーメント性の高いMCなど、当時のバンドとしては多様な面をオーディエンスに見せつけ徐々に人気を博した。
活動を認められNHK総合テレビ「オンエアバトル」系番組に出演開始。頭角を表し、2003年度「サマーソングバトル」ではファイナル進出。
2005～2006年度「熱唱オンエアバトル」でも第2回チャンピオン大会出場ファイナリストへと勝ち進んだ。NHKでは合計8回の全国ネットオンエアを果たしている。
併せて2005年はテレ玉（テレビ埼玉）「AUDITION☆TV」でも第二回グランドチャンピオンに輝く。その経緯から2008年頃までテレビ埼玉からは楽曲の番組タイアップやゲスト出演、その他イベント出演等のバックアップを受けていた。
彼らの楽曲のほとんどは、YOOによる作詞・作曲であるが、全ての楽曲中4曲（うち1曲はYOOとの共作）を初代ギタリストの浜崎快声が作曲、1曲をベース担当のセイヂ630がYOOと共作で同じく作曲を担当している。
代表曲には『太陽とひまわり』（テレビ埼玉、“ニュース930”エンディングテーマ）、『桜ハラハラ』『Still』『タイムマシーン9号』、『アカネ』（テレ玉（テレビ埼玉）“GGR”　サッカー浦和レッズ番組/2008年度エンディングテーマ）等があるが、
中でも2001年発売のファーストアルバムに収録されたバラード『キンモクセイ』がNHKに出演するきっかけになったという事もあり、彼らを押し上げた代表曲として捉えられている。
2010年5月28日、解散。
その後YOOはシンガーソングライターとして活動。2014年10～12月にはbayfm『NEXT POWER RADIO～YOOのあかんたれラジオ～』のレギュラーパーソナリティー（単独DJ）も務めた。
併せて石垣島出身女性デュオ「やなわらばー」2019年3月発売のアルバム『うりずんの歌』内の2曲をメンバーとの共作で作曲家として参加。
JJFオリジナルメンバーで最後まで在籍したベースのセイヂ630はフリーランスベーシストとして、活動している。
2001年結成当時のメンバー、ギターの浜崎快声はインストギターユニットBe.として活動中。
『熱唱オンエアバトル』や『AUDITION☆TV』出演時に在籍していたメンバー、ギターのヒロト(花村博人)は現在ソロ・アーティストとして国内外で活動中。
花村博人は2005年の在籍当時、その豪快な性格からライブで対バンしたデビュー直前の「いきものがかり」の吉岡聖恵に『キミいいよ～、絶対売れるよ～』と繰り返し豪語、何処から目線とも分からないあまりの勢いに本人を困惑させたというエピソードを持つ。
脱退後、初代ギターの浜崎快声は「中川晃教」、「ゆず」、「TEE」等、サブメンバー（固定サポート）として数年参加していたSAX奏者の副田整歩もJJF解散後に「SMAP」「superfly」「YUKI（JUDY AND MARY）」等、後期固定サポートギターの宮崎大介（サブメンバー）は『モンスターハンターオーケストラコンサート～狩猟音楽祭～』等、それぞれ精力的に他アーティストのサポート＆レコーディング等に参加しており、活動当時Jolly Jelly Fishが高い音楽性を持っていたと認識される一因ともなっている。

## 名前の由来
バンド名の意味は「陽気（愉快）なクラゲ」。
Jolly Jelly Fishという名前の由来は函館の人気カフェレストラン、Jolly JellyFishの創業者（元・経営者）と初代ドラマーのMASH、同じくリーダーであるボーカルのYOOが親戚であったところから名付けられた。（MASHとYOOは従兄弟）
バンド結成年には函館市宝来町の旧Jolly JellyFish内でアコースティックライブも行った。

## メンバー （2010.5月解散時）
- YOO（ボーカル・ギター）　大阪府出身
- セイヂ630（ベース・コーラス）　福岡県出身
- shinya（ドラムス）　茨城県出身

## サブメンバー（固定サポート）
- 副田整歩（サックス・フルート）
- 宮崎大介（ギター）

## 元メンバー（正式メンバー⇒脱退）
- MASH （ドラム・パーカッション）
- 浜崎快声（ギター・コーラス）
- KEN2（ドラム・コーラス）
- ヒロト（花村博人）（ギター・コーラス）
- 池田“Lucky”12号（ギター・コーラス）

## サマーソングバトル＆熱唱オンエアバトルの結果
| オンエア？                                    | 放送                                          | 重量（ＫＢ） | 順位    | 曲名         |
| --------------------------------------------- | --------------------------------------------- | ------------ | ------- | ------------ |
| サマーソングバトル 3日目                      | サマーソングバトル 3日目                      | 409KB        | 3/10位  | キンモクセイ |
| サマーソングバトルチャンピオン大会決勝        | サマーソングバトルチャンピオン大会決勝        | 478KB        | 8/9位   | キンモクセイ |
| オンエア                                      | 15                                            | 405KB        | 4/10位  | 桜ハラハラ   |
|                                               | 26                                            | 313KB        | 7/10位  | 好き。       |
| オンエア                                      | 40                                            | 429KB        | 1/10位  | ツバメ 555   |
| オンエア                                      | 45                                            | 405KB        | 3/10位  | 夏げんか     |
| オンエア                                      | 50                                            | 425KB        | 1/10位  | Still        |
| 第2回チャンピオン大会 セミファイナルBブロック | 第2回チャンピオン大会 セミファイナルBブロック | 433KB        | 2/11位  | お引っ越し   |
| 第2回チャンピオン大会 ファイナル              | 第2回チャンピオン大会 ファイナル              | 626KB        | 10/10位 | 元気だせよ   |